# كارولتون (تكساس)
كارولتون (بالإنجليزية: Carrollton, Texas)‏ هي مدينة تقع في مقاطعة دينتون، مقاطعة دالاس، مقاطعة كولين بولاية تكساس في شمال شرق الولايات المتحدة. تأسست عام 1913، تبلغ مساحة هذه المدينة 96.1 (كم²)، وترتفع عن سطح البحر 161 م، بلغ عدد سكانها 121150 نسمة في عام 2012 حسب إحصاء مكتب تعداد الولايات المتحدة .

## التركيبة السكانية
حدّد مكتب تعداد الولايات المتحدة بيانات التركيبة السكانية لكارولتون في تعداد الولايات المتحدة. في ما يلي، التركيبة السكانية حسب تعدادي 2000 و2010.

### تعداد عام 2000
بلغ عدد سكان كارولتون 109,576 نسمة بحسب تعداد عام 2000، وبلغ عدد الأسر 39,136 أسرة وعدد العائلات 28,932 عائلة مقيمة في المدينة. في حين سجلت الكثافة السكانية 1,130.3 نسمة لكل كيلومتر مربع (2,927.5/ميل2). وبلغ عدد الوحدات السكنية 40,458 وحدة بمتوسط كثافة قدره 417.4 لكل كيلومتر مربع (1,081.1/ميل2).
وتوزع التركيب العرقي للمدينة بنسبة 71.88% من البيض و6.26% من الأمريكيين الأفارقة و0.46% من الأمريكيين الأصليين و10.90% من الأمريكيين ذوي الأصول الآسيوية و0.07% من سكان جزر المحيط الهادئ و7.71% من الأعراق الأخرى و2.72% من عرقين مختلطين أو أكثر و19.53% من الهسبانيون أو اللاتينيون من أي عرق.
بلغ عدد الأسر 39,136 أسرة كانت نسبة 43.8% منها لديها أطفال تحت سن الثامنة عشر تعيش معهم، وبلغت نسبة الأزواج القاطنين مع بعضهم البعض 60.1% من أصل المجموع الكلي للأسر، ونسبة 9.9% من الأسر كان لديها معيلات من الإناث دون وجود شريك، بينما كانت نسبة 4% من الأسر لديها معيلون من الذكور دون وجود شريكة وكانت نسبة 26.1% من غير العائلات. تألفت نسبة 20.1% من أصل جميع الأسر من عدة أفراد يعيشون في نفس المنزل ونسبة 2.9% كانت تتألف من شخص يعيش بمفرده يبلغ من العمر 65 عاماً أو أكثر. وبلغ متوسط حجم الأسرة المعيشية 2.78، أما متوسط حجم العائلات فبلغ 3.25.
بلغ العمر الوسطي للسكان 33.0 عاماً. وكانت نسبة 28.3% من القاطنين تحت سن الثامنة عشر، وكانت نسبة 8% بين الثامنة عشر والرابعة والعشرين عاماً، ونسبة 37% كانت واقعةً في الفئة العمرية ما بين الخامسة والعشرين والرابعة والأربعين عاماً، ونسبة 21.4% كانت ما بين الخامسة والأربعين والرابعة والستين، ونسبة 4.7% كانت ضمن فئة الخامسة والستين عاماً فما فوق. يوجد لكل 100 أنثى 98.6 ذكر، ويوجد لكل 100 أنثى في الثامنة عشر من عمرها فما فوق 96.9 ذكر.

### تعداد عام 2010
بلغ عدد سكان كارولتون 119,097 نسمة بحسب تعداد عام 2010، وبلغ عدد الأسر 43,299 أسرة وعدد العائلات 31,073 عائلة مقيمة في المدينة. في حين سجلت الكثافة السكانية 1,228.6 نسمة لكل كيلومتر مربع (3,182.1/ميل2). وبلغ عدد الوحدات السكنية 45,508 وحدة بمتوسط كثافة قدره 469.4 لكل كيلومتر مربع (1,215.7/ميل2).
وتوزع التركيب العرقي للمدينة بنسبة 63.63% من البيض و8.40% من الأمريكيين الأفارقة و0.64% من الأمريكيين الأصليين و13.44% من الأمريكيين ذوي الأصول الآسيوية و0.03% من سكان جزر المحيط الهادئ و10.77% من الأعراق الأخرى و3.10% من عرقين مختلطين أو أكثر و29.98% من الهسبانيون أو اللاتينيون من أي عرق.
بلغ عدد الأسر 43,299 أسرة كانت نسبة 39.2% منها لديها أطفال تحت سن الثامنة عشر تعيش معهم، وبلغت نسبة الأزواج القاطنين مع بعضهم البعض 54.5% من أصل المجموع الكلي للأسر، ونسبة 12.4% من الأسر كان لديها معيلات من الإناث دون وجود شريك، بينما كانت نسبة 4.8% من الأسر لديها معيلون من الذكور دون وجود شريكة وكانت نسبة 28.2% من غير العائلات. تألفت نسبة 22.5% من أصل جميع الأسر من عدة أفراد يعيشون في نفس المنزل ونسبة 4.6% كانت تتألف من شخص يعيش بمفرده يبلغ من العمر 65 عاماً أو أكثر. وبلغ متوسط حجم الأسرة المعيشية 2.74، أما متوسط حجم العائلات فبلغ 3.25.
بلغ العمر الوسطي للسكان 35.6 عاماً. وكانت نسبة 26% من القاطنين تحت سن الثامنة عشر، وكانت نسبة 8.5% بين الثامنة عشر والرابعة والعشرين عاماً، ونسبة 29.8% كانت واقعةً في الفئة العمرية ما بين الخامسة والعشرين والرابعة والأربعين عاماً، ونسبة 27.7% كانت ما بين الخامسة والأربعين والرابعة والستين، ونسبة 8% كانت ضمن فئة الخامسة والستين عاماً فما فوق. وتوزع التركيب الجنسي للسكان بنسبة 48.9% ذكور و51.1% إناث.

## أعلام
- أشلي كين
- ترافيس ويلسون
- ديمتريوس هاريس
- سام غارزا
- انطوني أمبايبيتاكونغ

## وصلات خارجية
- الموقع الرسمي